# Char Bhadrāsan
Char Bhadrāsan är en ort i Bangladesh.   Den ligger i provinsen Dhaka, i den centrala delen av landet, 50 km söder om huvudstaden Dhaka. Char Bhadrāsan ligger 11 meter över havet och antalet invånare är 34 423.
Terrängen runt Char Bhadrāsan är mycket platt. Runt Char Bhadrāsan är det mycket tätbefolkat, med 1 632 invånare per kvadratkilometer.. Närmaste större samhälle är Mādārīpur, 15,4 km söder om Char Bhadrāsan.
Trakten runt Char Bhadrāsan består till största delen av jordbruksmark.